# Пежо тип 77
Пежо тип 77 (фр. Peugeot Type 77) је моторно возило произведено 1905. од стране француског произвођача аутомобила Пежо у њиховој фабрици у Оданкуру. У том раздобљу је укупно произведено 306 јединица.
Возило покреће двоцилиндрични четворотактни мотор постављен напред, а преко ланчаног склопа је пренет погон на задње точкове. Његова максимална снага била је 10 КС, а запремина 1817 cm³.
Постоје три варијанте 77 А, 78 Б и 77 З са међуосовинским растојањем од 225 цм, 256 цм или 276 цм и размаком точкава 131,6 цм. Облик каросерије tonneau (слично отвореној кочији са коњском запрегом) и дупли фетон и ландо (пола покривен пола откривен), са простором за четири особе.